# Луга-Рачинська
Лу́га-Ра́чинська — ландшафтний заказник місцевого значення в Україні. Розташований у межах Горохівського району Волинської області, біля села Рачин. 
Площа 37,7 га. Статус надано згідно з рішенням облради № 17/19 від 17.03.1994 року. Перебуває у віданні Рачинської сільської ради. 
Статус надано з метою збереження лучно-болотного масиву у водоохоронній зоні верхів'я річки Луга. Багата вологолюбна рослинність, серед якої трапляються види, занесені до Червоної книги України, зокрема: осока затінкова, коручка болотна, зозулинець блощичний. Також багата орнітофауна. Трапляється чернь білоока, занесена до Червоної книги України.

## Галерея

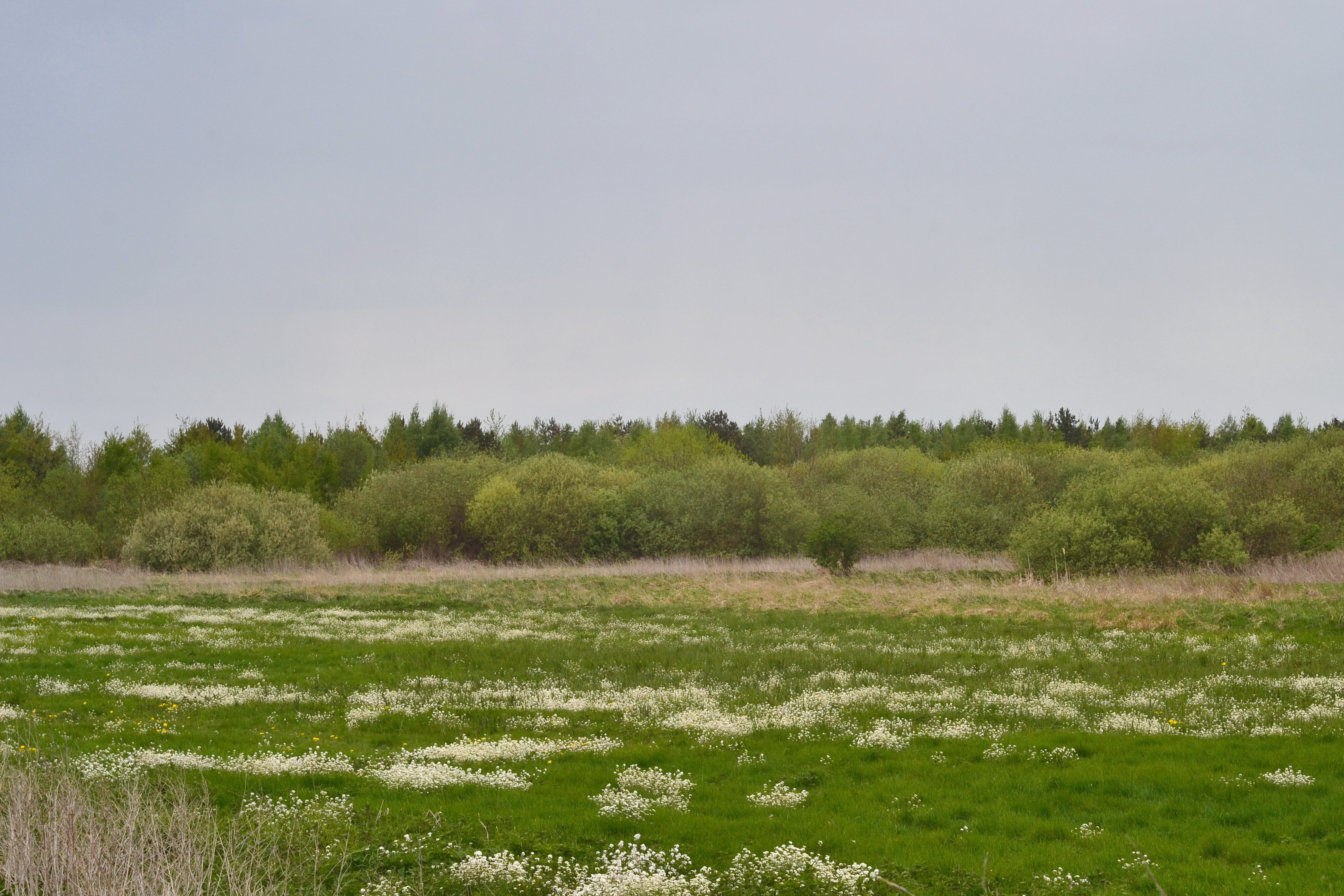
Вигляд з півночі
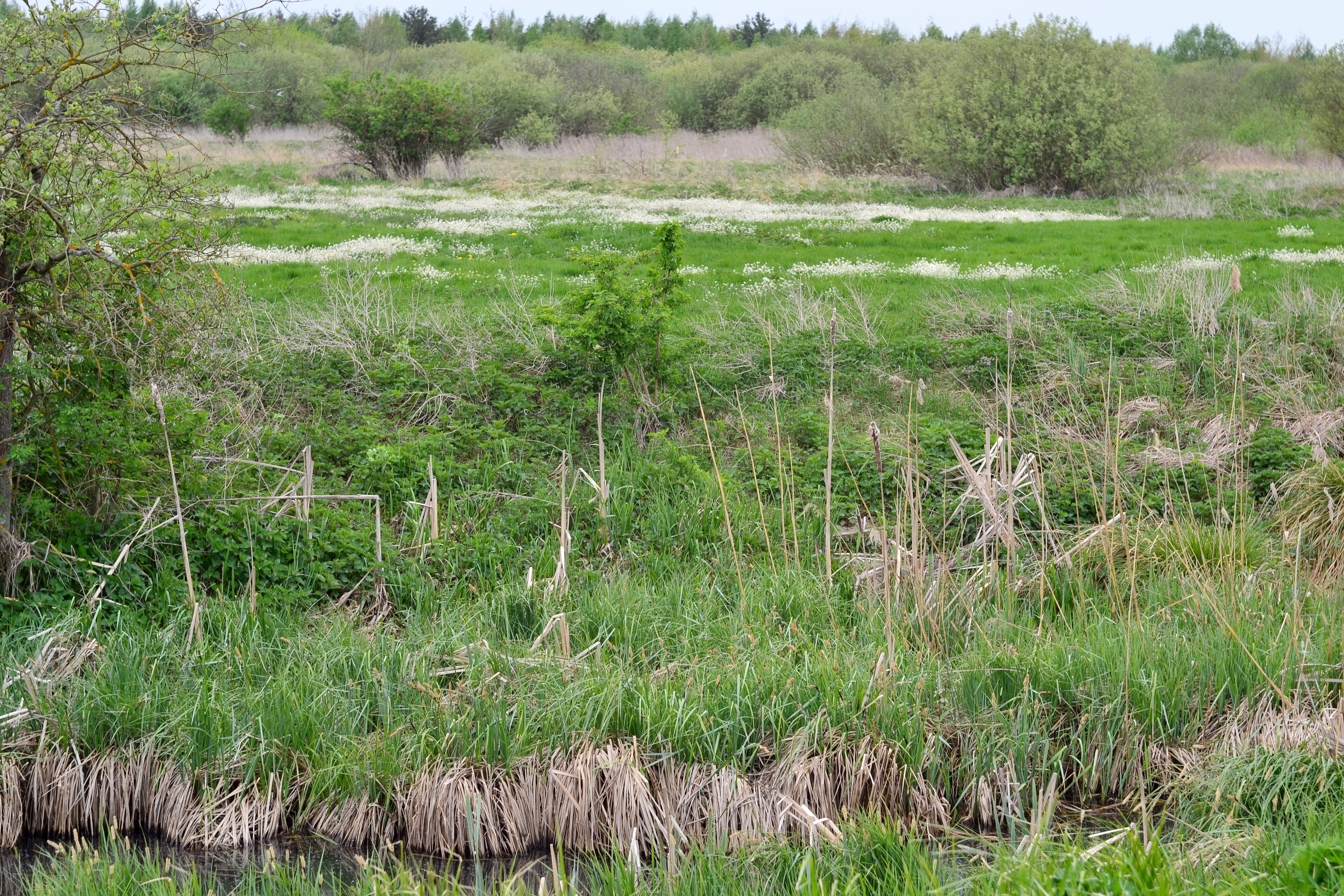
Вигляд з півночі разом з р. Луга
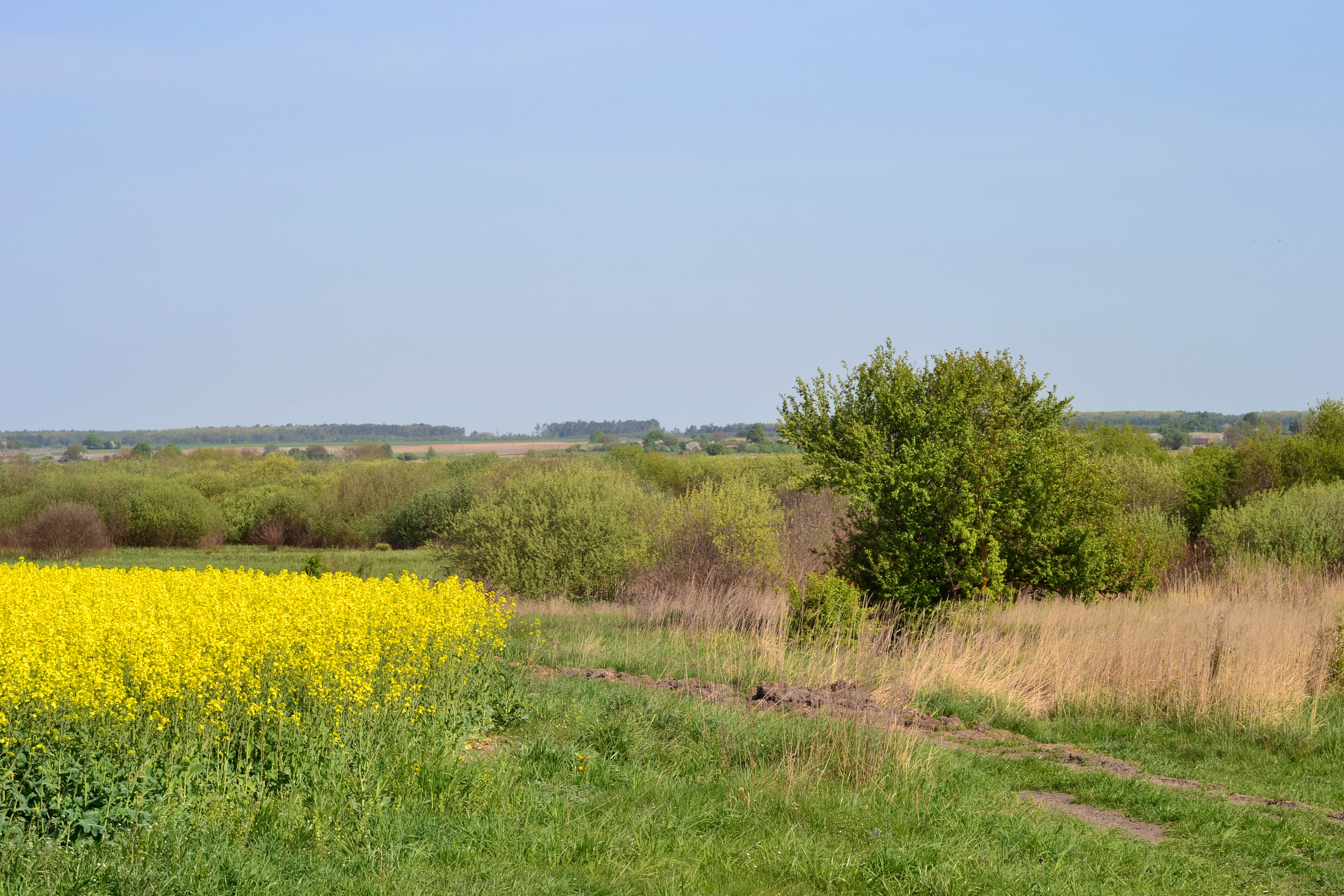
Вигляд з півдня
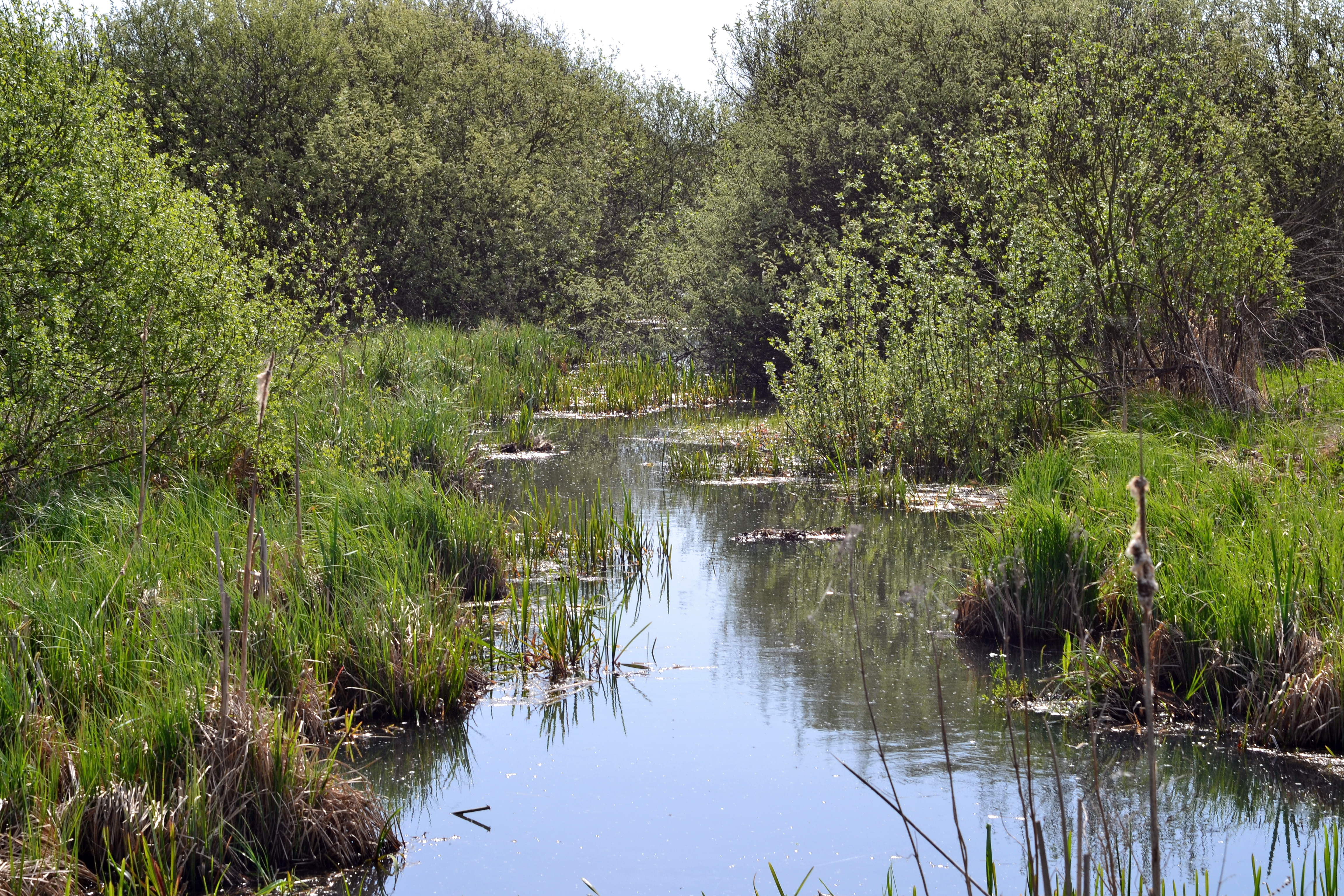
Ліва притока р. Луга
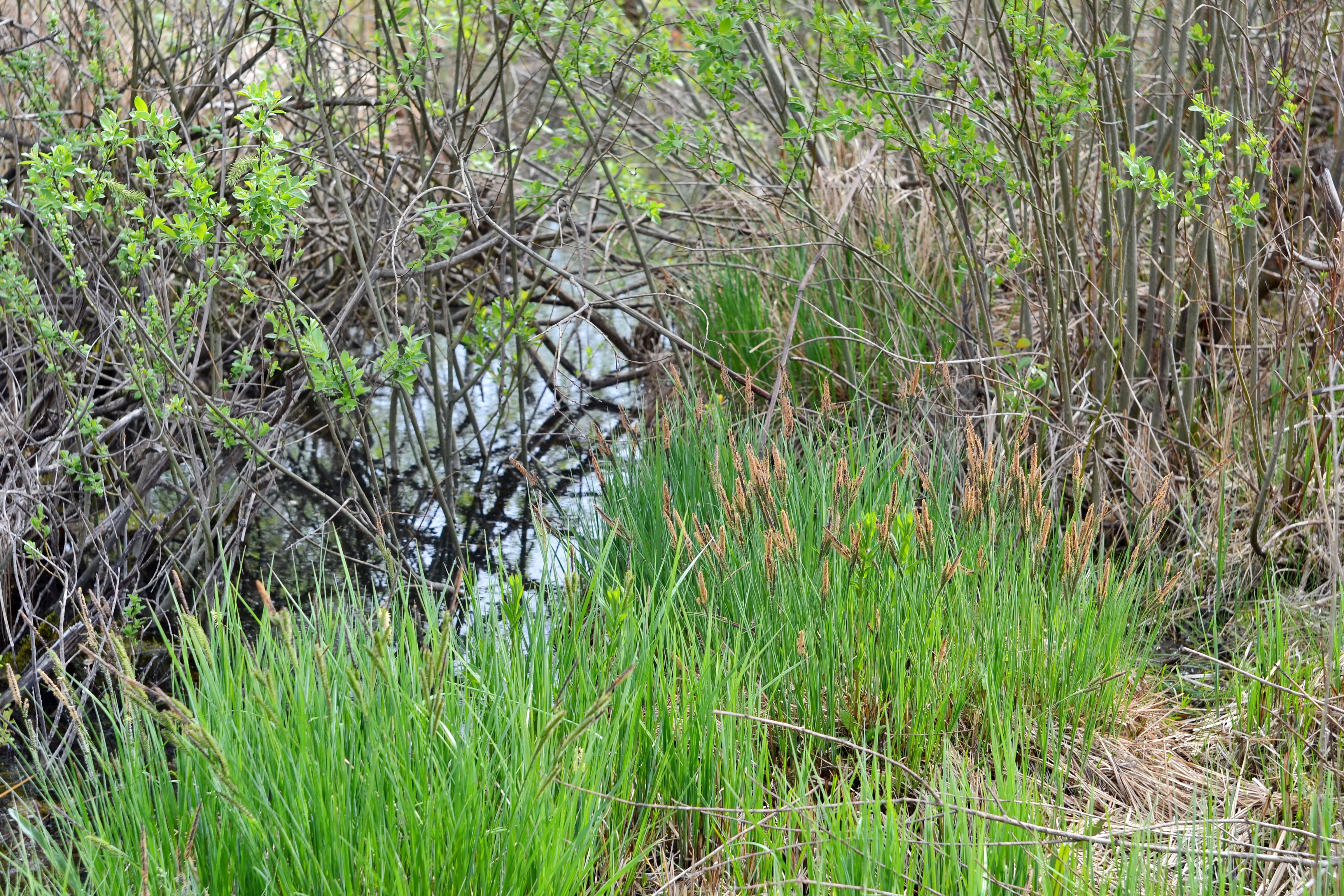
Осока затінкова